# علی‌آباد فرهنگ
علی آباد فرهنگ روستایی بسیار زیبا و خوش اب و هوا در دهستان فخررود بخش قهستان شهرستان درمیان استان خراسان جنوبی ایران است. بر پایه سرشماری عمومی نفوس و مسکن در سال ۱۳۹۰ جمعیت این روستا ۲۰ نفر (در ۷ خانوار) بوده است.